# Lo-Fang
Matthew Jordan Hemerlein (* 20. Oktober 1983), besser bekannt unter dem Künstlernamen Lo-Fang, ist ein amerikanischer Singer-Songwriter und klassisch unterrichteter Musiker. Auf seinen Künstlernamen kam er während der Reise durch Sedona, Arizona auf dem Weg nach Los Angeles. Ausgewählt hat er ihn hauptsächlich aufgrund der Symmetrie der Buchstaben und seinem Versuch, die femininen und maskulinen Elemente seiner Musik gegenüberzustellen.
Sein Debütalbum Blue Film wurde am 25. Februar 2014 von 4AD veröffentlicht.